# 哈爾滕米倫巴赫河

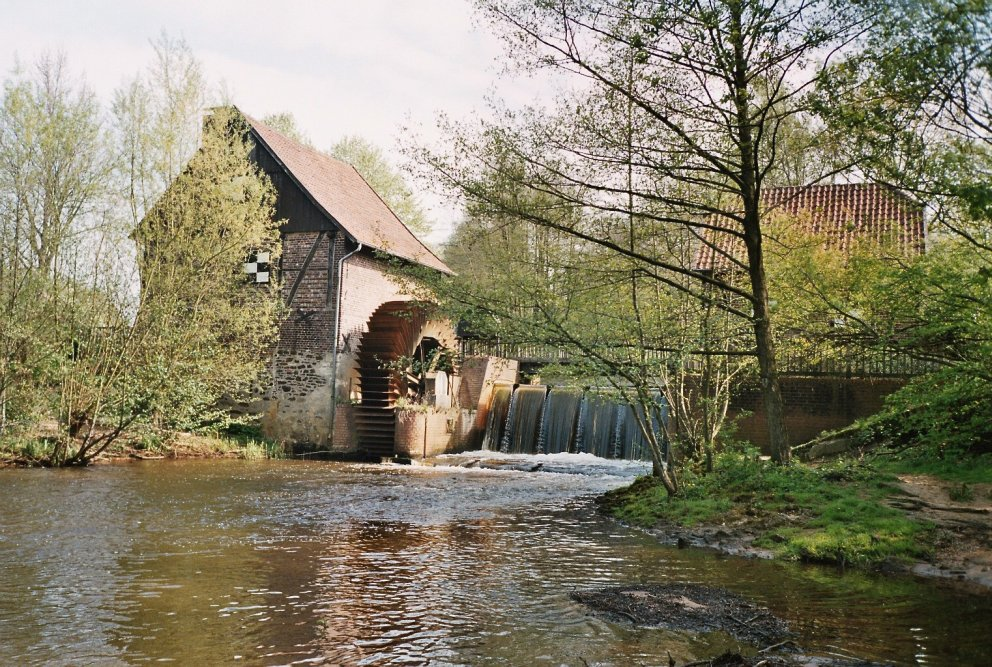

51°45′12.20″N 7°12′33.96″E / 51.7533889°N 7.2094333°E
哈爾滕米倫巴赫河（德語：Halterner Mühlenbach），是德國的河流，位於該國西部，處於北萊茵-威斯特法倫州，屬於施泰沃河的右支流，河道全長31公里，流域面積296平方公里。